# Ларакия
Ларакия (ларагия, кулумирркин; Laragia, Gulumirrgin, Laragiya, Larakia, Larakiya) — австралийский язык-изолят. Язык был распространён в районе города Дарвин в Северной территории Австралии. Ethnologue сообщает, что в настоящее время аборигены, говорившие на этом языке, перешли на английский язык, однако во время переписи населения 2006 года в Австралии 29 человек указали, что владеют языком ларакия.
Ларакия являлся префигирующим языком.